# Szwedzka Luterańska Prowincja Misyjna
Szwedzka Luterańska Prowincja Misyjna (szw. Missionsprovinsen i Sverige) – ewangelicka wspólnota kościelna powstała w 2003 roku, a skupiająca duchownych i wiernych w Szwecji, którzy pielęgnują tradycje luterańskiego Kościoła Wysokiego oraz odrzucają reformy obyczajowe jakie zaszły na przełomie XX i XXI wieku w Kościele Szwecji. 